# Biblia Darby’ego
Biblia Darby’ego (ang. Darby Bible) – protestanckie tłumaczenie Biblii na język angielski, dokonane przez Johna Nelsona Darby’ego, działacza ruchu braci plymuckich i jednego z pionierów fundamentalnego chrześcijaństwa ewangelicznego. Swojego przekładu Darby dokonał z języków oryginalnych – hebrajskiego, aramejskiego i greckiego. Przekład angielski został opublikowany w 1890 roku. Oprócz tłumaczenia w języku angielskim pracował również przy przekładach Biblii na język niemiecki, włoski oraz francuski.
W swoim przekładzie Starego Testamentu Darby oddaje hebrajskie Boże imię przymierza jako „Jehovah”, zamiast tradycyjnego „PAN” (ang. „LORD”) i „BÓG” (ang. „GOD”), pisanego kapitalikami. Tropem tym podążyły: Young’s Literal Translation, American Standard Version oraz tłumaczenie Świadków Jehowy  – Przekład Nowego Świata.
Przy niektórych wersetach Nowego Testamentu Darby zamieścił odnośniki do jego krytyki tekstu.
Krytyki Biblii Darby’ego podjął się m.in. słynny kalwiński teolog – Charles Spurgeon.